# Elene (België)
Elene is een dorp in de Belgische provincie Oost-Vlaanderen en een deelgemeente van de stad Zottegem, het was een zelfstandige gemeente tot aan de gemeentelijke herindeling van 1971. Elene telt zowat 1000 inwoners en is lang een landbouwdorp in de Vlaamse Ardennen gebleven .

## Geschiedenis
De naam Elene komt van het pre-middeleeuwse (of Keltische) alina en betekent "helder water", waarschijnlijk een verwijzing naar de Molenbeek die in de vijvers van het kasteel van Leeuwergem ontspringt . Vanaf de 12de eeuw tot de Franse tijd in België was Elene een heerlijkheid onder de heren van Leeuwergem en Elene, die hun residentie hadden in het kasteel van Leeuwergem.   Op 10 november 1944 maakte een Amerikaanse Boeing B-17 Flying Fortress een noodlanding aan de Lippenhovestraat in Elene.

## Bezienswaardigheden
- De Onze-Lieve-Vrouw-Geboorte en Sint-Jozefkerk werd gebouwd in 1858, naar een ontwerp van de Gentse architect Edmond de Perre-Montigny. Ze verving de gotische kerk uit de 14de-15de eeuw, waarvan enkel de noordelijke transeptarm bleef bestaan. Deze staat op het kerkhof en dient als grafkapel.
- De stenen vervallen windmolen van Elene, in de Holleweg, dateert uit 1762. De korenmolen was in gebruik tot in 1923.
- Een aantal straten (waaronder de Lippenhovestraat) zijn beschermd als dorpsgezicht.
- De voormalige watermolen van Elene met het Molenwaterparkje aan de molenvijver als groene ontmoetingsplek.
- Villa Floreal in cottagestijl op de Buke.
- Het Kasteel van Leeuwergem (dat ondanks zijn naam op het grondgebied van Elene ligt).
- Stokerij Jonasberg aan de Steenweg op Aalst.

## Natuur en landschap
Elene ligt in Zandlemig Vlaanderen op een hoogte van 40-78 meter.

## Demografische ontwikkeling
- Bronnen:NIS, Opm:1831 tot en met 1970=volkstellingen

## Sport
In Elene speelt de voetbalclub Eendracht Elene.

## Afbeeldingen

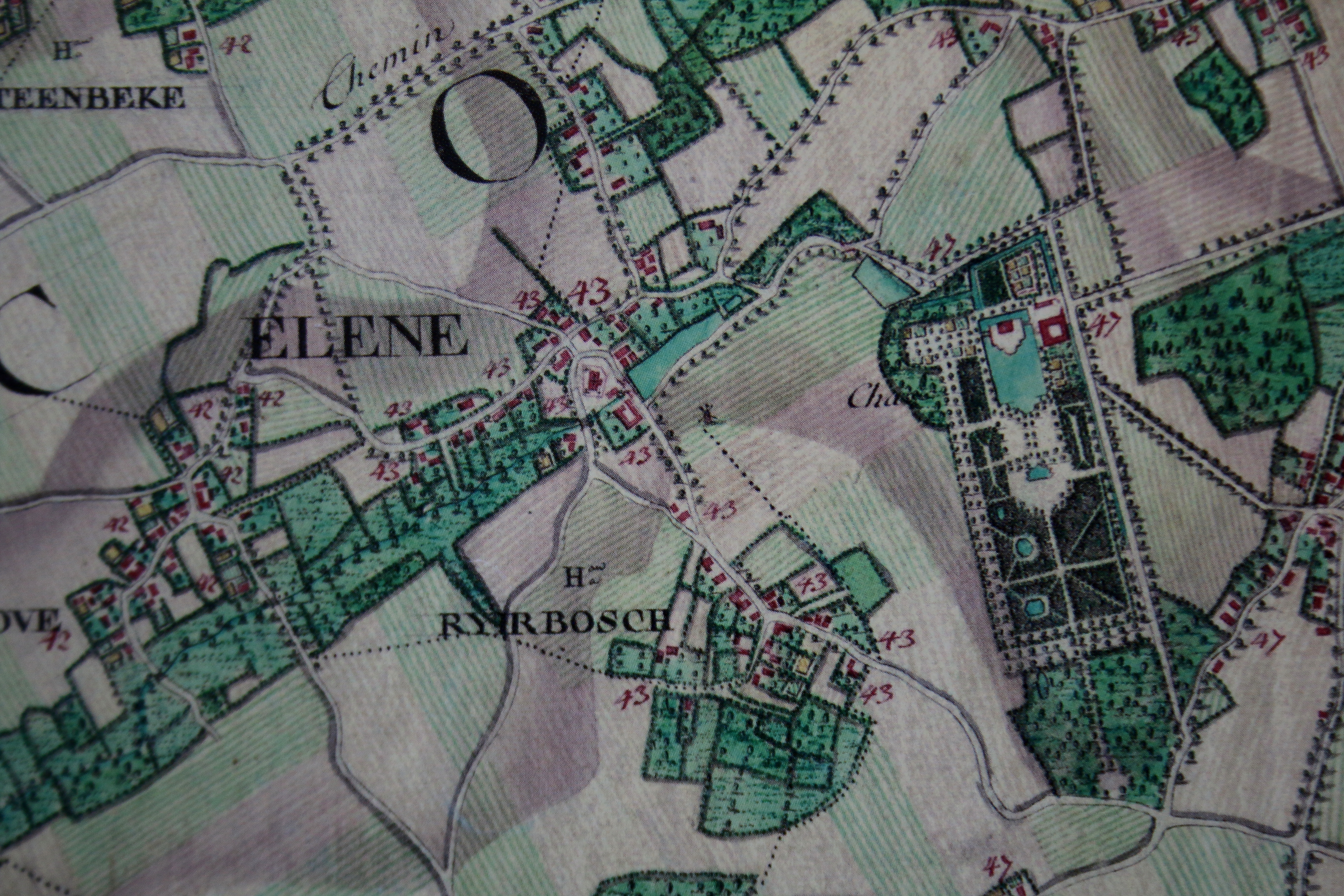
Elene op de Ferrariskaart (jaren 1770)
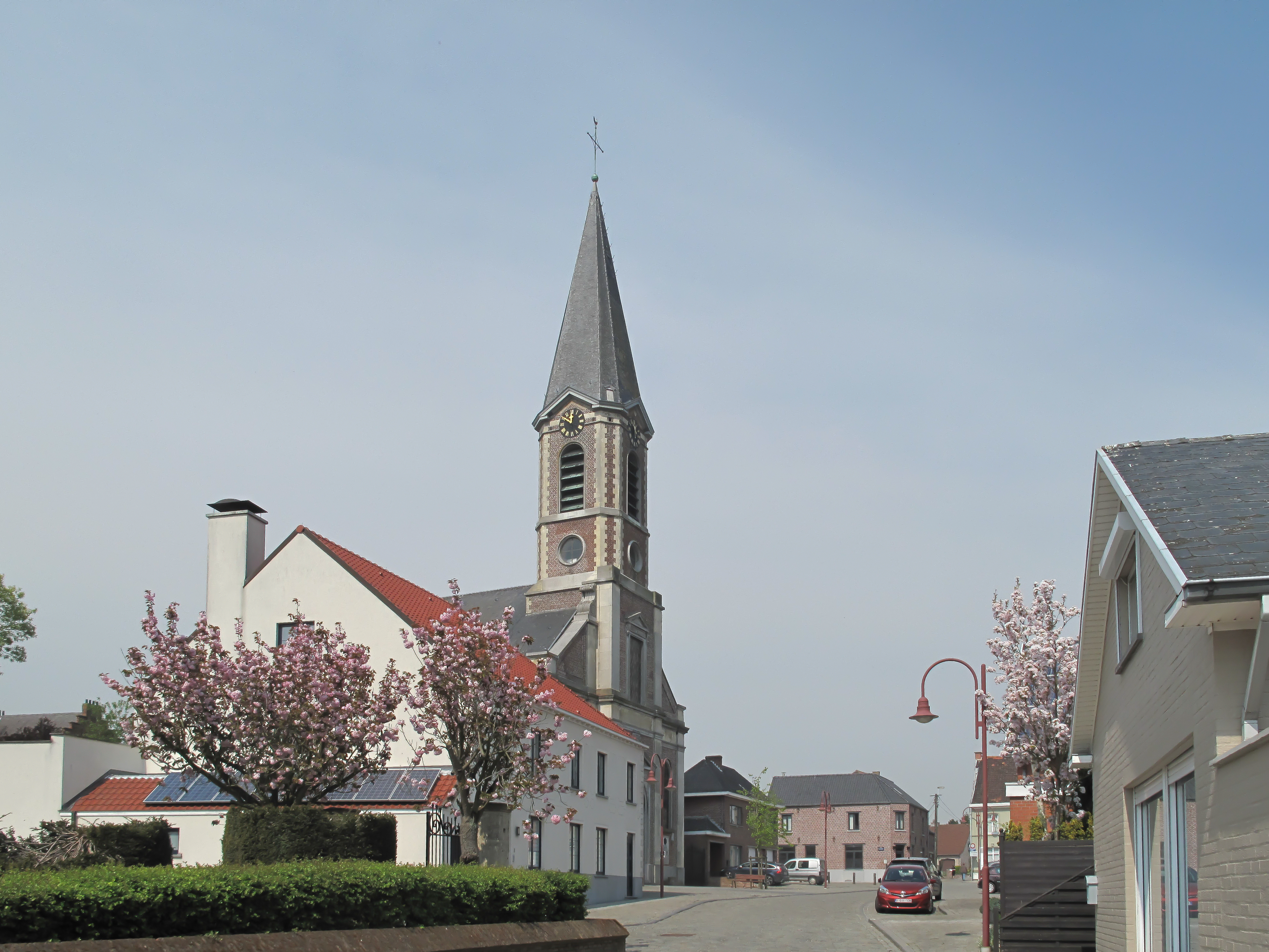
Onze-Lieve-Vrouw-Geboorte en Sint-Jozefkerk
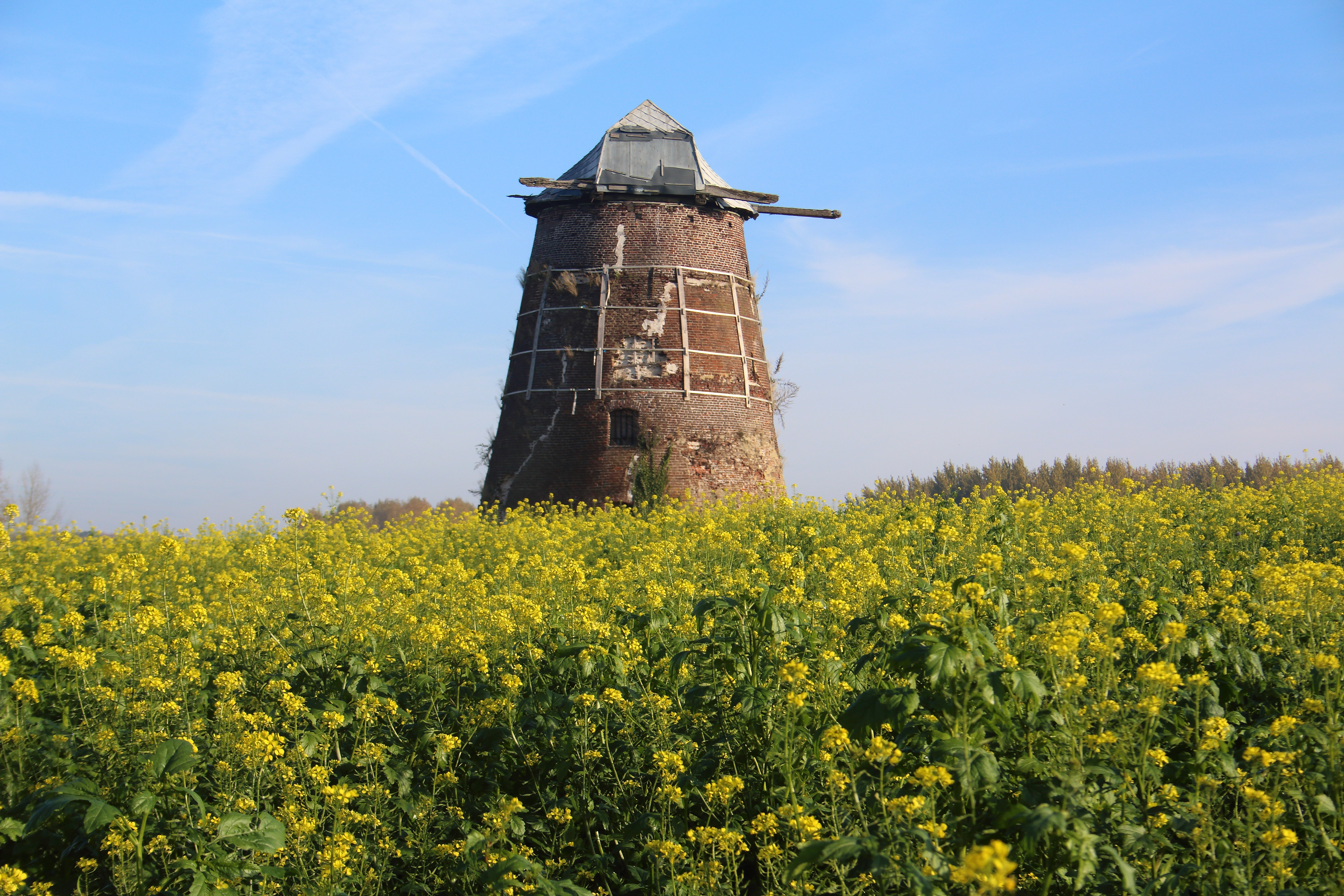
Windmolen van Elene
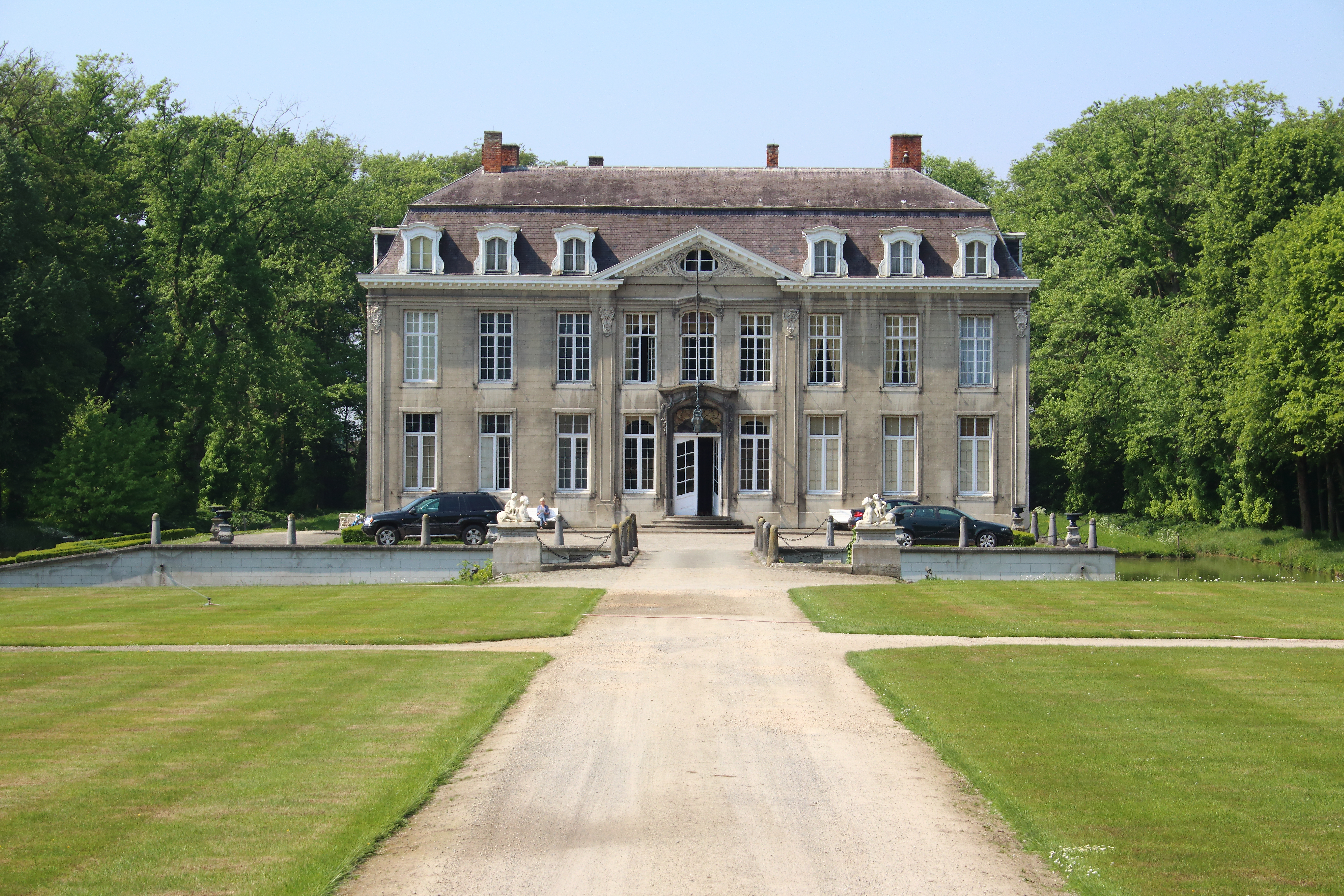
Kasteel van Leeuwergem
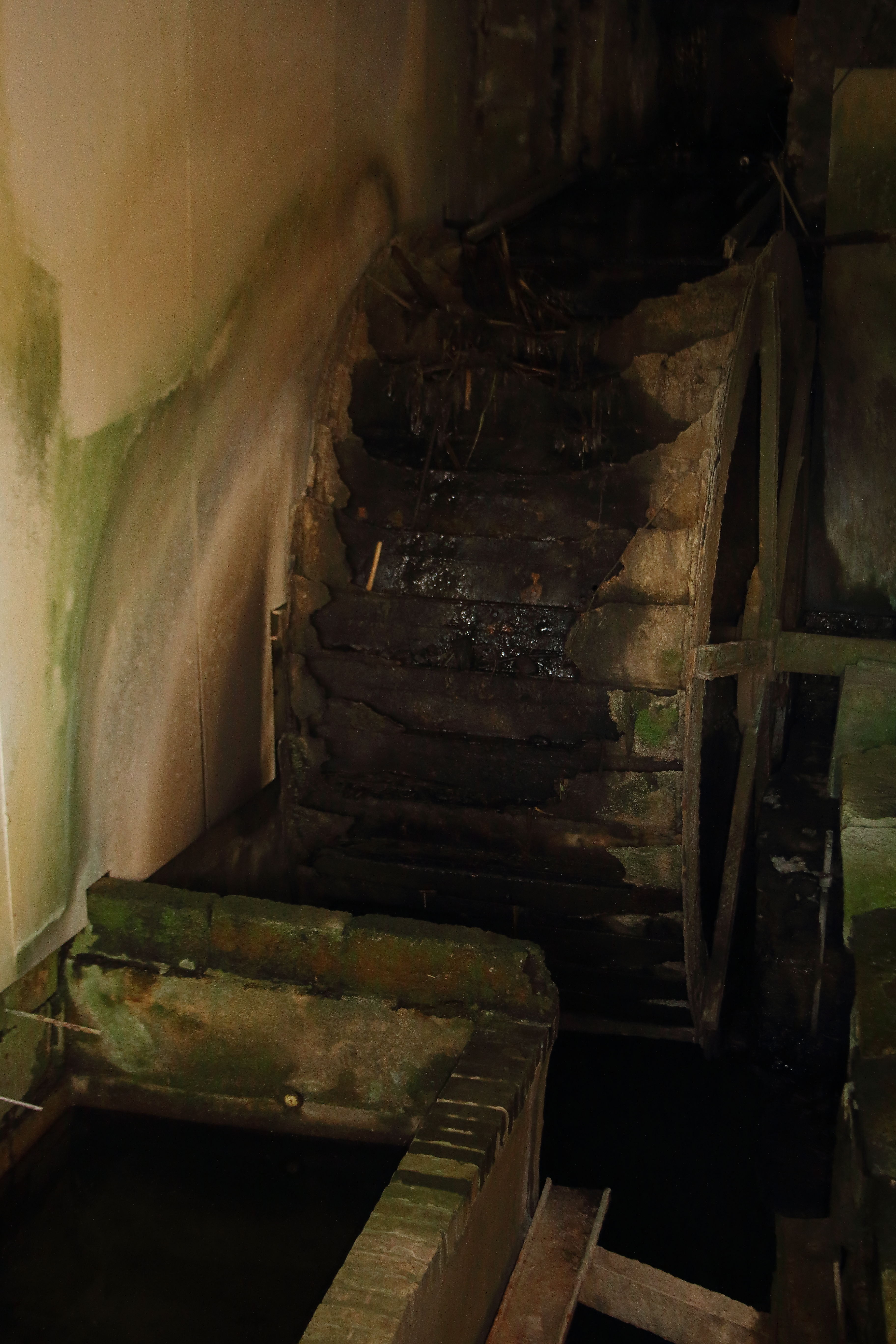
Watermolen van Elene
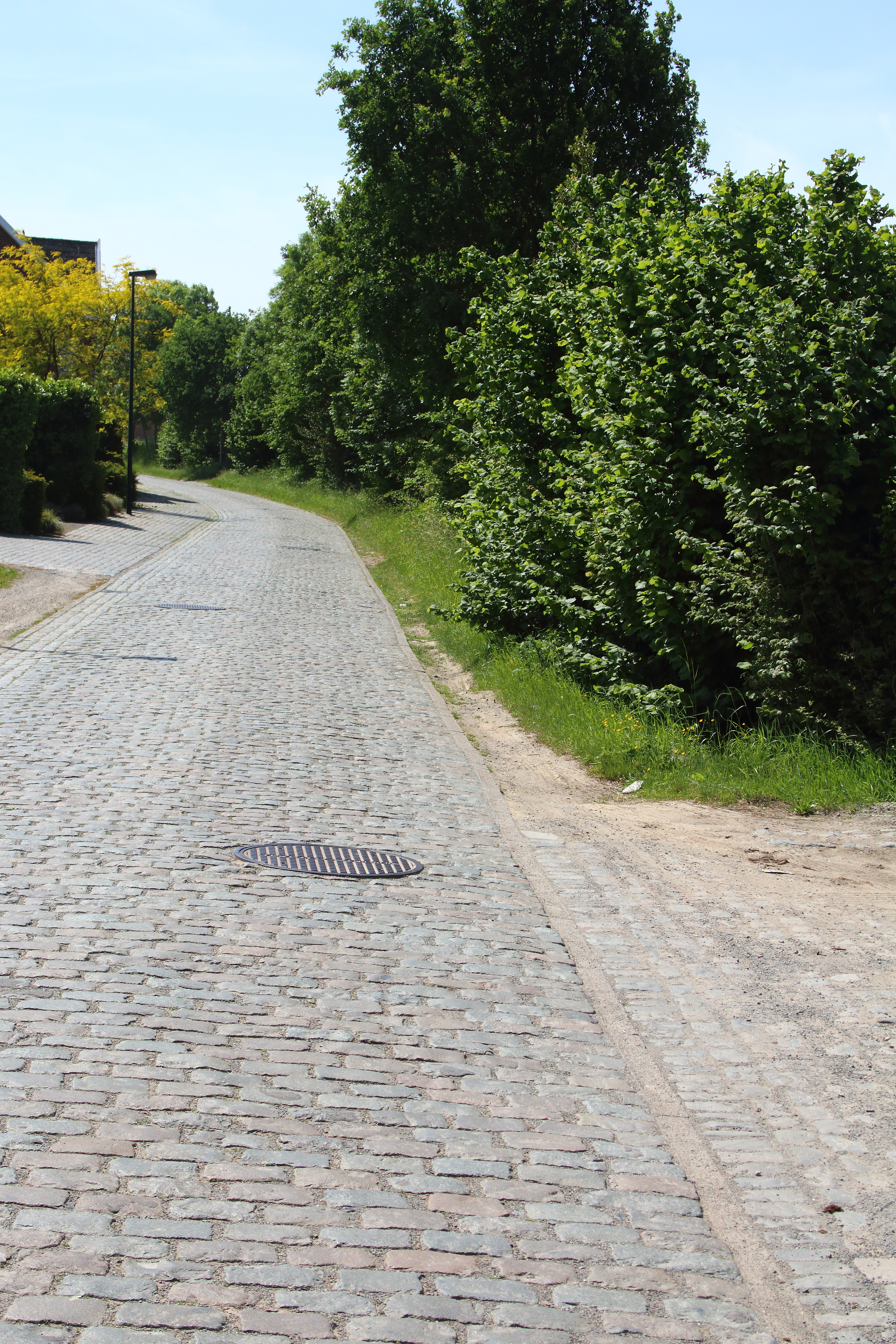
Lippenhovestraat
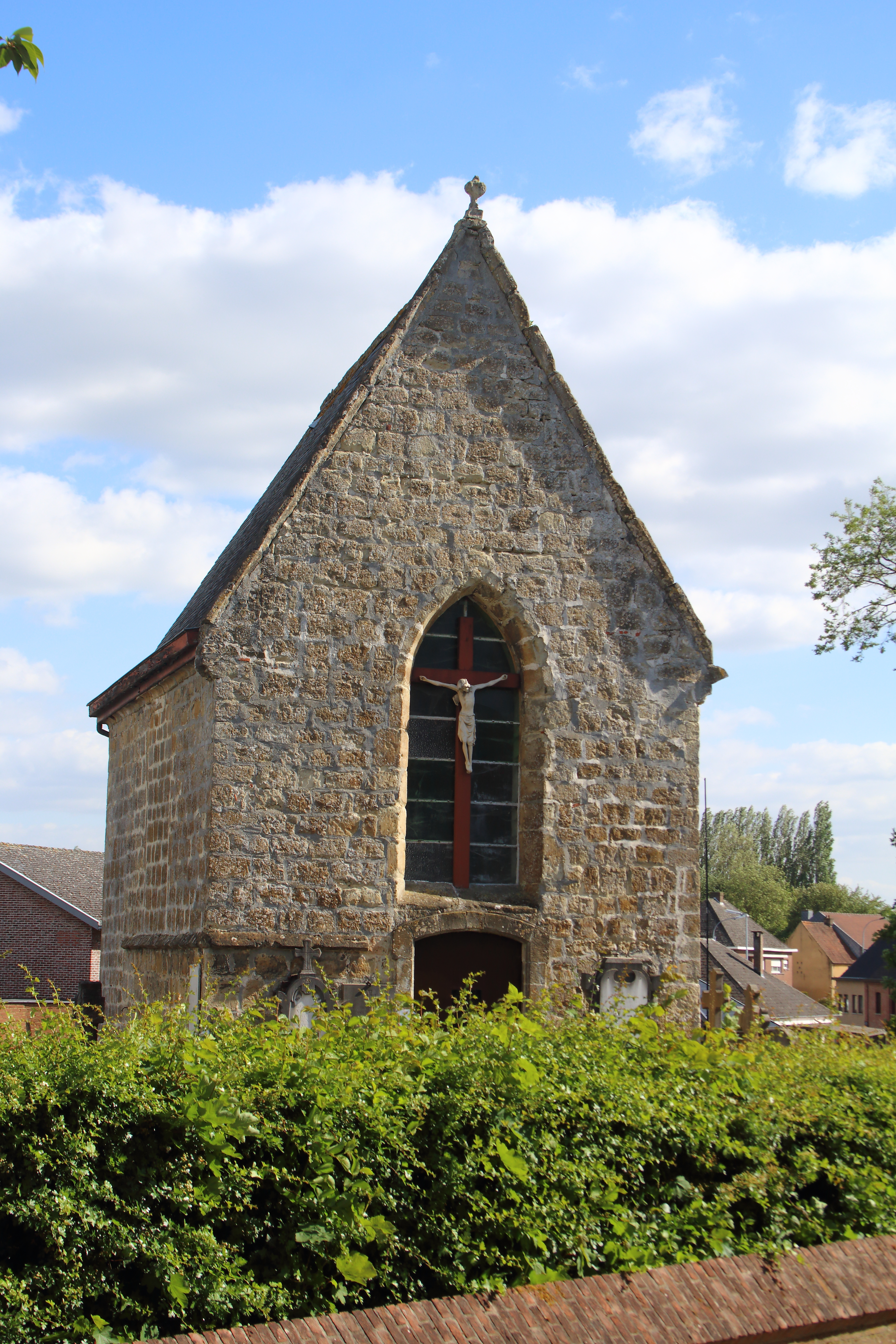
Grafkapel

## Nabijgelegen kernen
Zottegem, Leeuwergem, Velzeke, Balegem
Deelgemeenten: Elene · Erwetegem · Godveerdegem · Grotenberge · Leeuwergem · Oombergen · Sint-Goriks-Oudenhove · Sint-Maria-Oudenhove · Strijpen · Velzeke-Ruddershove · Zottegem

Plaatsen, gehuchten en wijken: Bevegem · Ruddershove · Velzeke 

Belgische gemeenten · Arrondissement Aalst · Oost-Vlaanderen · Vlaanderen